# Volley Masters Montreux 2002
XIV Volley Masters Montreux kobiet odbył się w 2002 roku w Montreux w Szwajcarii. W turnieju wystartowało 8 reprezentacji. Mistrzem po raz pierwszy została reprezentacja Rosji.

## Klasyfikacja końcowa
| Miejsce | Reprezentacja     |
| ------- | ----------------- |
|         | Rosja             |
|         | Włochy            |
|         | Chiny             |
| 4.      | Holandia          |
| 5.      | Brazylia          |
| 6.      | Japonia           |
| 7.      | Kuba              |
| 7.      | Stany Zjednoczone |